# Сестрорецк
Сестрорецк (рус. Сестрорецк) град је у Русији у Санкт Петербург.

## Становништво
| 1939.  | 1959.  | 1970.  | 1979.  | 1989.  | 2002.  | 2010.  |
| ------ | ------ | ------ | ------ | ------ | ------ | ------ |
| 28,212 | 25,205 | 31,605 | 29,441 | 35.498 | 40.287 | 37,248 |